# 청주 문의향교
청주 문의향교(淸州 文義鄕校)는 대한민국 충청북도 청주시 상당구 문의면에 있는 향교이다. 1981년 12월 26일 충청북도의 유형문화재 제94호로 지정되었다.

## 개요
향교는 훌륭한 유학자를 제사하고 지방민의 유학교육과 교화를 위하여 나라에서 지은 교육기관이다.
언제 지었는지 정확히 알지 못하나, 양성산 아래에 있던 것을 광해군 1년(1609)에 다른 곳으로 옮겼다가 숙종 9년(1683)에 지금의 위치로 옮겼다고 한다. 현재의 건물들은 1980년에 다시 짓고 1988년에 보수한 것이다.
앞면 3칸·옆면 3칸 규모의 대성전은 지붕선이 사람 인(人)자 모양의 단순한 맞배지붕집으로, 중국과 우리나라 유학자의 위패을 모시고 있다. 명륜당은 앞면 4칸·옆면 2칸의 규모로 지붕선이 여덟 팔(八)자 모양인 화려한 팔작지붕집으로, 학생들이 모여서 공부하는 강당이다. 이외에 내삼문·외삼문 그리고 향교 입구에 홍살문 등이 있다.
앞쪽에는 공부하는 공간인 명륜당이 있고 뒤쪽 높은 곳에는 제향의 공간인 대성전이 있는 전학후묘의 배치를 하였다.
조선시대에는 나라에서 토지와 노비·책 등을 지급받아 운영하였으나 갑오개혁(1894) 이후 교육적 기능은 없어지고 지금은 제사하는 기능만 남아있다. 『교임선생안』·『청금록』 등 많은 책을 소장하고 있어서 이 지방의 향토사연구에 좋은 자료가 되고 있다.

## 문화재 지정 및 명칭 변경
1981년 12월 26일 충청북도의 유형문화재 제94호 문의향교(文義鄕校)로 지정되었으나, 2013년 1월 18일 청원 문의향교(淸原 文義鄕校)로 변경되었고, 2014년 7월 1일 청주시 행정구역 변경에 따라 현재의 문화재 명칭으로 변경되었다.

## 참고 자료
- 청주 문의향교 - 국가유산청 국가유산포털